# Watje
Watje is een single van de Nederlandse band Doe Maar uit 2000. Het stond in hetzelfde jaar als vierde track op het album Klaar, waar het de tweede single van was, na Als niet als.

## Achtergrond
Watje is geschreven door Ernst Jansz. Het is een nummer uit het genre ska waarin de liedverteller zich afvraagt of iemand hem een watje vindt, omdat hij niet van geweld houdt. Het nummer werd tegelijkertijd met Als niet als uitgebracht en betekende een comeback van de band na een stille periode van zestien jaar.

## Hitnoteringen
Het nummer kende enkel in Nederland succes. In zowel de Top 40 als de Mega Top 100 reikte het tot de negende plaats. Verder was het in de Top 40 acht weken en in de Mega Top 100 tien weken te vinden.